# Serie A (hockey in-line)
La Serie A è la massima categoria del campionato italiano maschile di hockey in-line.

## Formula
Al campionato generalmente prendono parte 10 squadre.

### Stagione regolare
La prima fase (stagione regolare) si svolge secondo la formula del girone all'italiana: ogni formazione affronta tutte le altre due volte, una presso la propria pista (partita in casa), una presso la pista avversa (partita in trasferta). Vengono assegnati tre punti alla squadra che vince una partita nei tempi regolamentari, due punti alla squadra che vince l'incontro ai tempi supplementari o ai rigori, un punto alla squadra sconfitta ai tempi supplementari o ai rigori e zero alla squadra sconfitta nei tempi regolamentari.

### Play-off scudetto
Le squadre classificate dal 1º all'8º posto in stagione regolare disputano i play-off scudetto con la formula dell'eliminazione diretta (quarti al meglio delle tre partite; semifinali e finale al meglio delle cinque). La società vincitrice dei play-off conquista il titolo di squadra campione d'Italia.

### Play-out retrocessione
Le ultime due squadre classificate al termine della stagione disputano i play-out con la formula dell'eliminazione diretta (finale al meglio delle tre partite). La squadra sconfitta retrocede in serie B.

### Numero di partecipanti
- 1996: 50 squadre Fase Regionale + gironi ad eliminazione + scontri diretti
- 1997: 8 squadre
- 1998-1999: 10 squadre
- 1999-2000: 7 squadre
- 2000-2001: 8 squadre
- 2001-2003: 11 squadre
- 2003-2005: 14 squadre
- 2005-2006: 16 squadre
- 2006-2007: 13 squadre
- 2007-2009: 12 squadre
- 2009-2012: 11 squadre
- 2012-2013: 9 squadre
- 2013-2016: 10 squadre
- 2016-2017: 11 squadre
- 2017-2023: 10 squadre
- 2023-2024: 8 squadre
- 2024-presente: 10 squadre

## Simboli
Come in uso in altri sport di squadra in Italia, per tutta la stagione successiva alla vittoria del campionato, la squadra campione d'Italia può sfoggiare sulla propria divisa lo scudetto, ovvero un distintivo simboleggiante l'affermazione nel precedente torneo. Questo richiama i colori della bandiera nazionale e ha la forma, per l'appunto, di un piccolo scudo.
L'Hockey Club Milano, dopo la conquista del suo decimo scudetto nella stagione 2021-2022, è stata la prima squadra a fregiarsi sulla maglia della stella commemorativa.

## Le squadre
Sono 50 le squadre ad aver preso parte ai 29 campionati di primo livello che sono stati disputati a partire dal 1996 fino alla stagione 2024-2025 (della quale si riportano in grassetto le squadre partecipanti).
Questa lista è suscettibile di variazioni e potrebbe essere incompleta o non aggiornata.

- 25 volte:  Asiago Vipers

- 22 volte:  Milano

- 19 volte:  Diavoli Vicenza

- 18 volte:  Cittadella,  Ghosts Padova

- 14 volte:  Monleale,  Polet Trieste

- 12 volte:  CUS Verona,  Draghi Torino,  Edera Trieste,  Ferrara

- 10 volte:  Lions Arezzo

- 9 volte:  Libertas Forlì

- 6 volte:  All Stars Milano,   Milano 17 RAMS

- 5 volte:  Empoli,  Invicta Modena,  Islanders Spinea,  SPV Viareggio

- 4 volte:   Lepis Piacenza,  Mammuth Roma,  Molinese,  Pirati,  Real Torino,  Tergeste Tigers,  Versilia,  Wild Boys Noto

- 3 volte:  Avalanche Bolzano,  Dragons Gallarate,  Fortitudo Bologna,  Genius Milazzo,  Rhegium Reggio Calabria

- 2 volte:  Aosta,  Auer Ora Bolzano,  Capitals Roma,  Fox Legnaro,  Latina,  Old Style Torre Pellice

- 1 volta:  AFP Giovinazzo Pol.,  All Blacks Monza,  Asiago Vipers Bite,  Cortina,  CVS Civitavecchia,  New Trefor Milano,  Novi,  Raiders Montebelluna,  Red Devils Varese,  Roller Lodi,  Vicenza,  Tenniski Vecchia Viareggio

## Albo d'oro
Di seguito è riportato l'albo d'oro del campionato italiano di hockey in-line. Dal 1996 a oggi il campionato è stato vinto, almeno una volta, da 10 squadre diverse.
- 1996:  Tenniski Vecchia Viareggio (1º)
- 1997:  Auer Ora Bolzano (1º)
- 1998-1999:  Milano 24 (1º)
- 1999-2000:  Avalanche Bolzano (1º)
- 2000-2001:  Dragons Gallarate (1º)
- 2001-2002:  Dragons Gallarate (2º)
- 2002-2003:  Ghosts Padova (1º)
- 2003-2004:  Asiago Vipers (1º)
- 2004-2005:  Asiago Vipers (2º)
- 2005-2006:  Asiago Vipers (3º)
- 2006-2007:  Asiago Vipers (4º)
- 2007-2008:  Asiago Vipers (5º)
- 2008-2009:  Asiago Vipers (6º)
- 2009-2010:  Asiago Vipers (7º)
- 2010-2011:  Edera Trieste (1º)
- 2011-2012:  Milano Quanta (2º)
- 2012-2013:  Milano Quanta (3º)
- 2013-2014:  Milano Quanta (4º)
- 2014-2015:  Milano Quanta (5º)
- 2015-2016:  Milano Quanta (6º)
- 2016-2017:  Milano Quanta (7º)
- 2017-2018:  Milano Quanta (8º)
- 2018-2019:  Milano Quanta (9º)
- 2019-2020: titolo non assegnato[1]
- 2020-2021:  Diavoli Vicenza (1º)
- 2021-2022:  Milano Quanta (10º)
- 2022-2023:  Diavoli Vicenza (2º)
- 2023-2024:  Milano (11º)
- 2024-2025:  Vicenza (1º)